# Queen Saovabha Memorial Institute

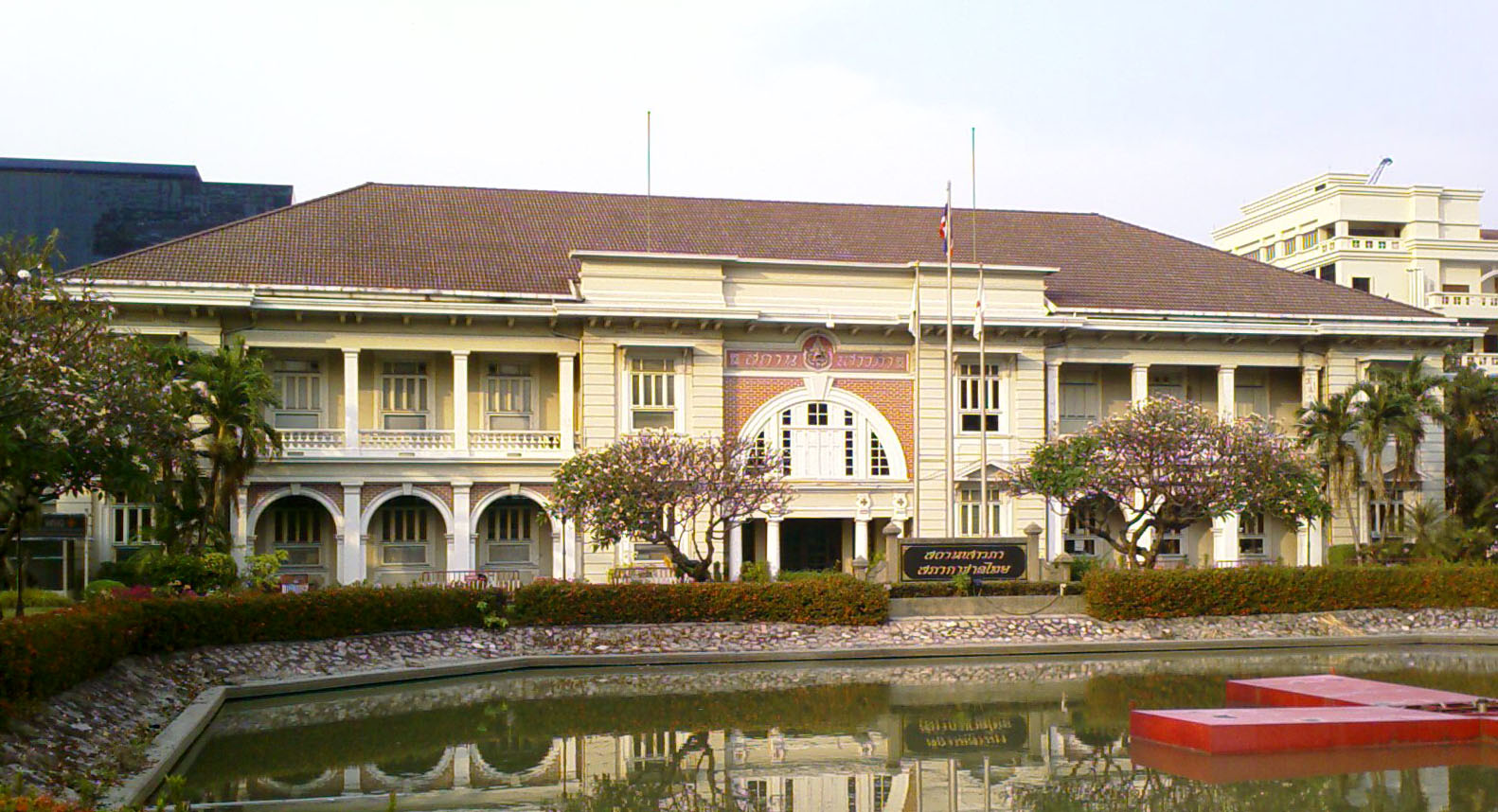
Hoofdgebouw van het Queen Saovabha Memorial Institute

Het memoriaal koningin Saovabha of Queen Saovabha Memorial Institute is een wetenschappelijk instituut in Bangkok en is genoemd naar koningin Saovabha.

## Geschiedenis
Het instituut heeft een koninklijke geschiedenis, en is een van de oudste reptielinstituten ter wereld. Het instituut kreeg in 1912 de toestemming na de dood van prinses Banlusirisarn om de naam van koningin Saovabha Phongsri te gebruiken. Zij was de moeder van koning Rama VI. Het instituut is verbonden aan het Rode Kruis.

## Wetenschappelijk domein
Sinds zijn oprichting wordt het bezocht door scholen en universiteiten voor studie. Er is een ziekenhuisafdeling opgericht voor patiënten te behandelen, die lijden van giftige dieren zoals zeegels, wespen, schorpioenen en spinnen. Hemolysis alsook myonecrosis, paralysis worden er behandeld door gespecialiseerde artsen.

## Slangen
Het bekendste is het populaire serpentarium, toegankelijk voor bezoekers. Hier wordt een uitzonderlijke verzameling van in- en uitheemse exemplaren gekweekt voor onderzoek. Deze verzameling kan worden bezocht en bevat zowel gifslangen als wurgslangen. De dieren worden bewaard voor wetenschappelijke en medische doeleinden, en studie van hun toxicologie, anatomie, fysiologie en biotoop. Hiervoor wordt samengewerkt met de Chulalongkorn universiteit.
Bezoekers kunnen er zien hoe men met slangen moet omgaan en krijgen demonstraties hoe ze gemolken kunnen worden. Ook het onderzoek naar serum wordt er bestudeerd. 

### Specimen
- Anaconda
- Boa constrictor
- Brilslang
- Koningscobra
- Maleise mocassinslang[3]
- Netpython
- Ptyas korros
- Witlipbamboeadder
- Xenopeltis unicolor